# Metzlerjeva matrika
Metzlerjeva matrika (tudi kvazipozitivna matrika) je matrika, ki ima vse elemente, ki so zunaj glavne diagonale nenegativne (večje ali enake nič). To se lahko zapiše kot:
{\displaystyle \qquad \forall _{i\neq j}\,x_{ij}\geq 0\!\,.}
Matrika se imenuje po ameriškem ekonomistu Lloydu Appletonu Metzlerju (1913–1980).
Metzlerjeva matrika se uporablja v analizi stabilnosti časovno zamaknjenih diferencialnih enačb.

## Definicija
Metzlerjeva matrika je vsaka matrika, ki zadošča pogoju:
{\displaystyle A=(a_{ij});\quad a_{ij}\geq 0,\quad i\neq j.}
Metzlerjeve matrike se pogosto obravnavajo kot matrike {\displaystyle Z^{(-)}}.
Pri tem pa so matrike Z enakovredne negiranim kvazipozitivnim matrikam. 
Potenca Metzlerjeve matrike je nenegativna matrika.